# Конусы
Конусы (лат. Conidae) — семейство хищных брюхоногих моллюсков из группы ценогастроподы (Caenogastropoda) Своих жертв, в роли которых обычно выступают многощетинковые черви и моллюски (реже — ракообразные и рыбы), конусы парализуют с помощью яда. Большинство представителей приурочено к тёплым тропическим морям, однако некоторые способны обитать в высоких широтах.
Укус некоторых представителей рода Conus смертельно опасен для человека. В то же время яд других видов используют в фармакологии для изготовления сильнодействующих обезболивающих препаратов, не вызывающих наркотической зависимости.

## Особенности

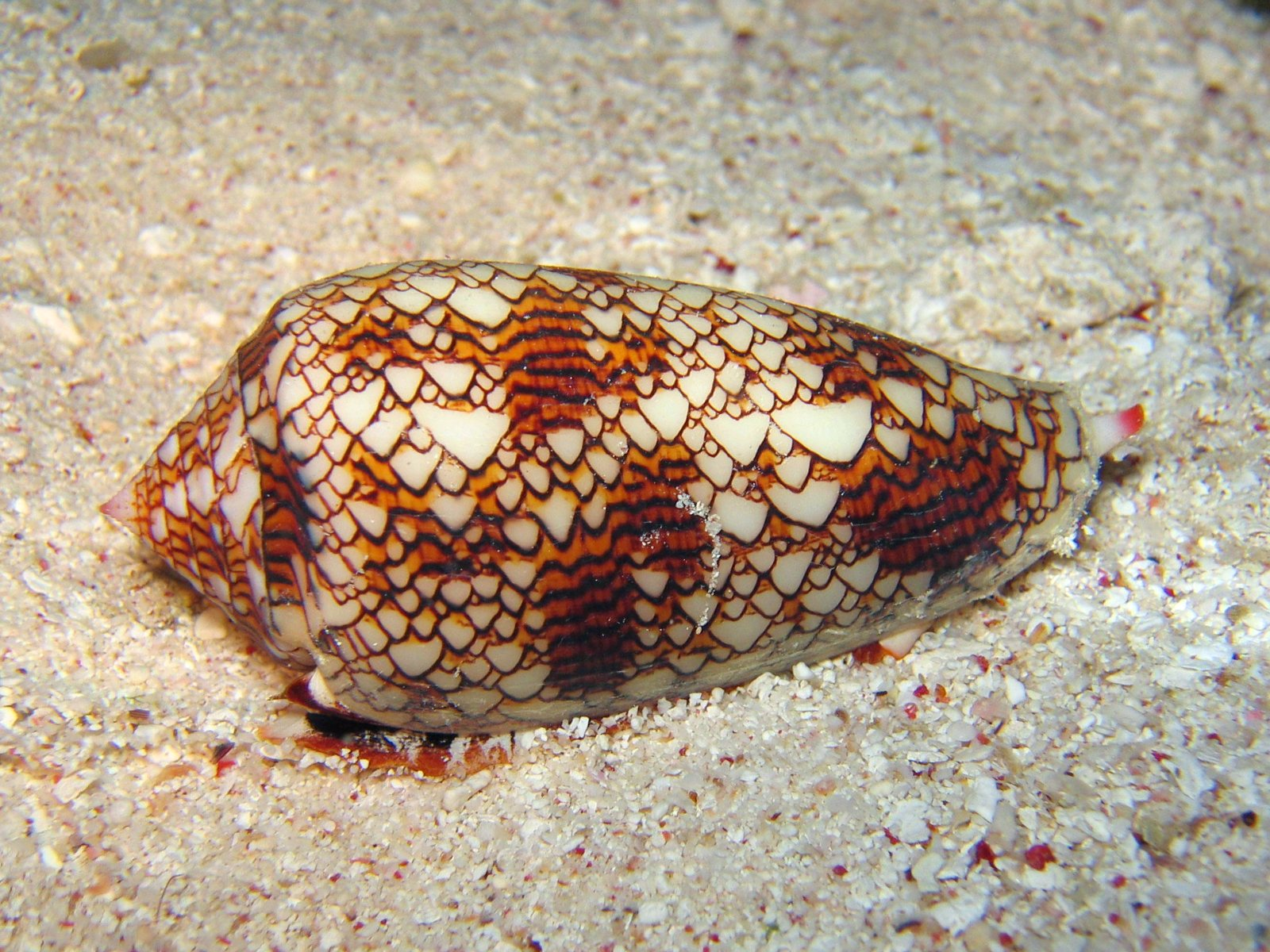
Ползущий по песку Conus textile

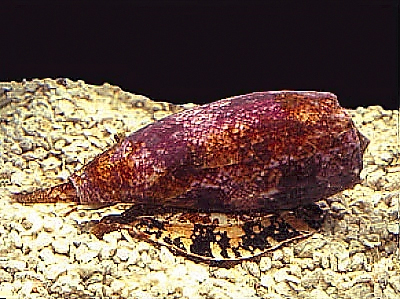
Conus geographus во время охоты

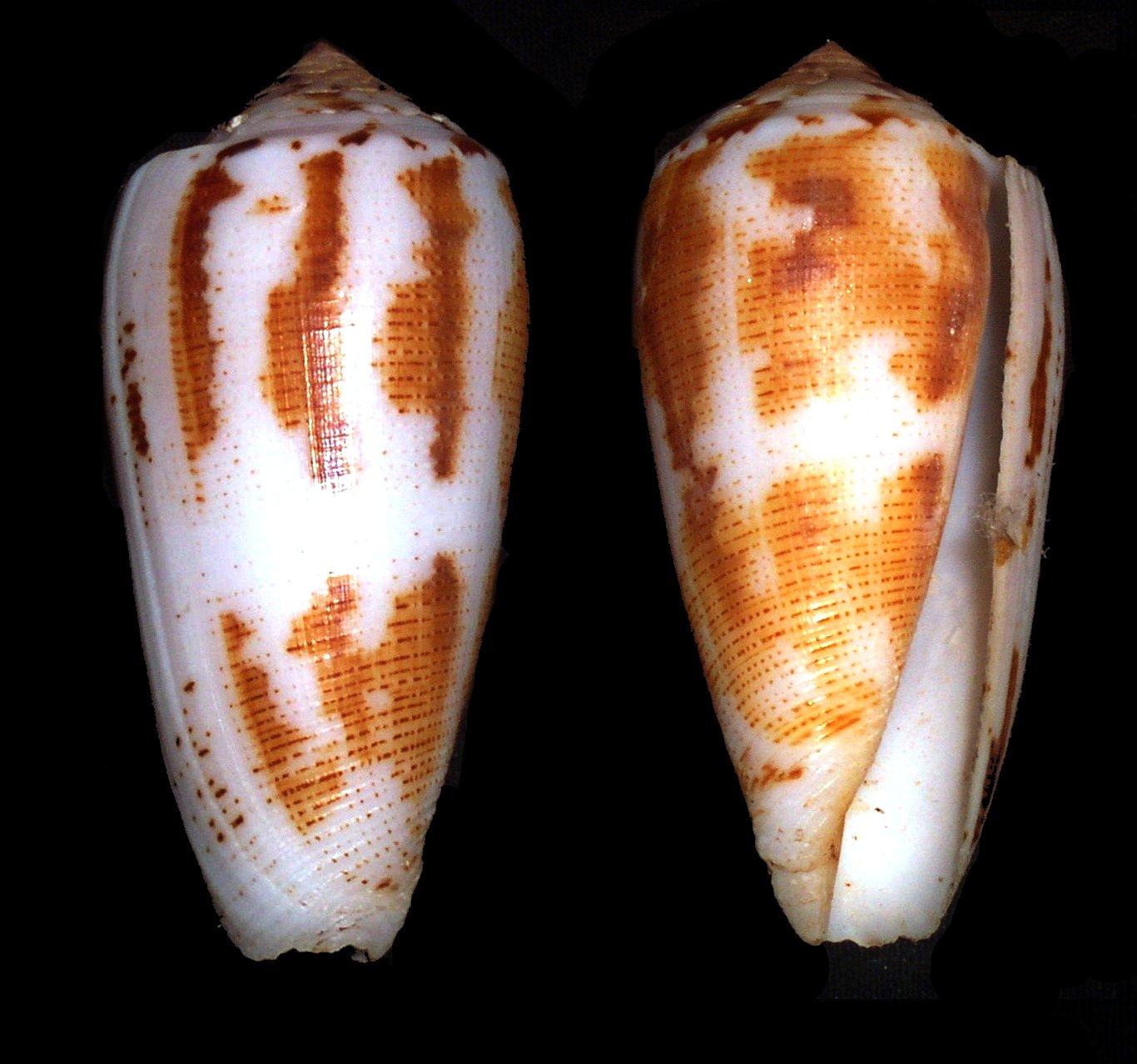
Conus magus

Конусы — ночные хищники, прячущиеся днём в песке. Радула конусов имеет зубы, видоизменённые под гарпун — заострённые концы снабжены острыми направленными назад шипами. Внутри гарпуна проходит полость, соединённая с ядовитой железой. Зубы сидят двумя рядами, по одному зубу с каждой стороны пластинки радулы.
Когда конус с помощью органа чувств осфрадия обнаруживает добычу, один зуб радулы выходит из глотки, его полость заполняется секретом ядовитой железы, зуб проходит хобот и зажимается на конце этого хобота особыми мышечными сфинктерами. Приблизившись на достаточное расстояние, улитка с помощью хобота втыкает зуб (который часто имеет форму гарпуна), и за счет сокращения мышц глотки и хобота в тело жертвы поступает сильный токсин, обладающий паралитическим действием. Некоторые виды конусов имеют выросты-приманки, которыми они подманивают рыб. Небольшие рыбки парализуются практически мгновенно, и, хотя продолжают дёргаться, целенаправленных движений, способных помочь рыбке вырваться, уже не наблюдается. Ведь если бы жертва смогла один раз резко дёрнуться — она бы вырвалась, и тогда медленный моллюск едва ли сумел бы найти и съесть её. Небольших рыб они заглатывают целиком, а на большие экземпляры надеваются как чулок.
Для человека «укус» конуса также представляет опасность. Особенно опасен географический конус (Conus geographus): по утверждению знатока Австралии Роба Бредла, смерть может наступить в течение пары минут. В Тихом океане от укусов конуса ежегодно погибает 2-3 человека, а от акул — лишь один человек. По данным статистики, один из трех, а то и из двух случаев укола шипом конуса заканчивается смертью. Чаще всего привлеченный красотой раковины человек пытался взять её в руки, что вынуждало конуса защищаться.
В 1993 г. было зарегистрировано 16 смертельных случаев в мире от укуса конусом. Из них 12 пришлось на Conus geographus и 2 на C. textile. Кроме того, опасными следует считать Conus aulicus, Conus marmoreus, Conus omaria, Conus striatus и Conus tulipa. Как общее правило, наиболее опасными являются такие моллюски, которые охотятся на рыб.

## Яд конусов
Яд конусов в последнее время очень заинтересовал учёных из-за ряда особенностей: этот яд состоит из сравнительно простых биохимических компонентов конотоксинов (Conotoxins) — пептидов, которые несложно воспроизвести в лабораторных условиях. Улитки имеют очень большой разброс по ядовитости и составу яда. Две одинаковые улитки из одного и того же места могут иметь сильно отличающиеся яды. У других животных такого не наблюдается — две одинаковые змеи или два одинаковых скорпиона имеют абсолютно одинаковые яды. Другая особенность токсинов, составляющих яд конуса, — быстрота действия. Хотя конотоксины и относятся к нейротоксинам, они имеют различные по механизму действия пептиды — один токсин обездвиживает, другой обезболивает и т. д. Это может оказаться очень полезным в медицине. Кроме того, эти пептиды не вызывают аллергии у людей.
Противоядия от яда конусов не имеется, и лечение может быть только симптоматическое. Местные жители островов Тихого океана при укусе конуса немедленно надрезают место укуса и пускают кровь.

## Медицинское применение
Яд Conus magus применяется как обезболивающее (анальгетик). Например, препарат «Ziconotide» является синтетической формой неопиоидного анальгетика — одного из пептидов конуса, действие которого превосходит все известные медицине препараты. Этим ядом предполагается заменить вызывающие наркоманию морфины.

## Роды
По данным World Register of Marine Species, на январь 2025 года семейство включает 16 родов:
1. Californiconus J. K. Tucker & M. Tenorio, 2009
2. Calusaconus Petuch, 2003 †
3. Conasprella Thiele, 1929
4. Conilithes Swainson, 1840 †
5. Contraconus Olsson & Harbison, 1953 †
6. Conus Linnaeus, 1758
7. Eoconus J. K. Tucker & M. Tenorio, 2009 †
8. Hemiconus Cossmann, 1889 †
9. Herndliconus Petuch & Drolshagen, 2015 †
10. Kenyonia Brazier, 1896
11. Lilliconus G. Raybaudi Massilia, 1994
12. Papilliconus Tracey & Craig, 2017 †
13. Profundiconus Kuroda, 1956
14. Pseudolilliconus J. K. Tucker & M. Tenorio, 2009
15. Pygmaeconus Puillandre & M. Tenorio, 2017
16. Tequestaconus Petuch & Drolshagen, 2015 †